# カラル

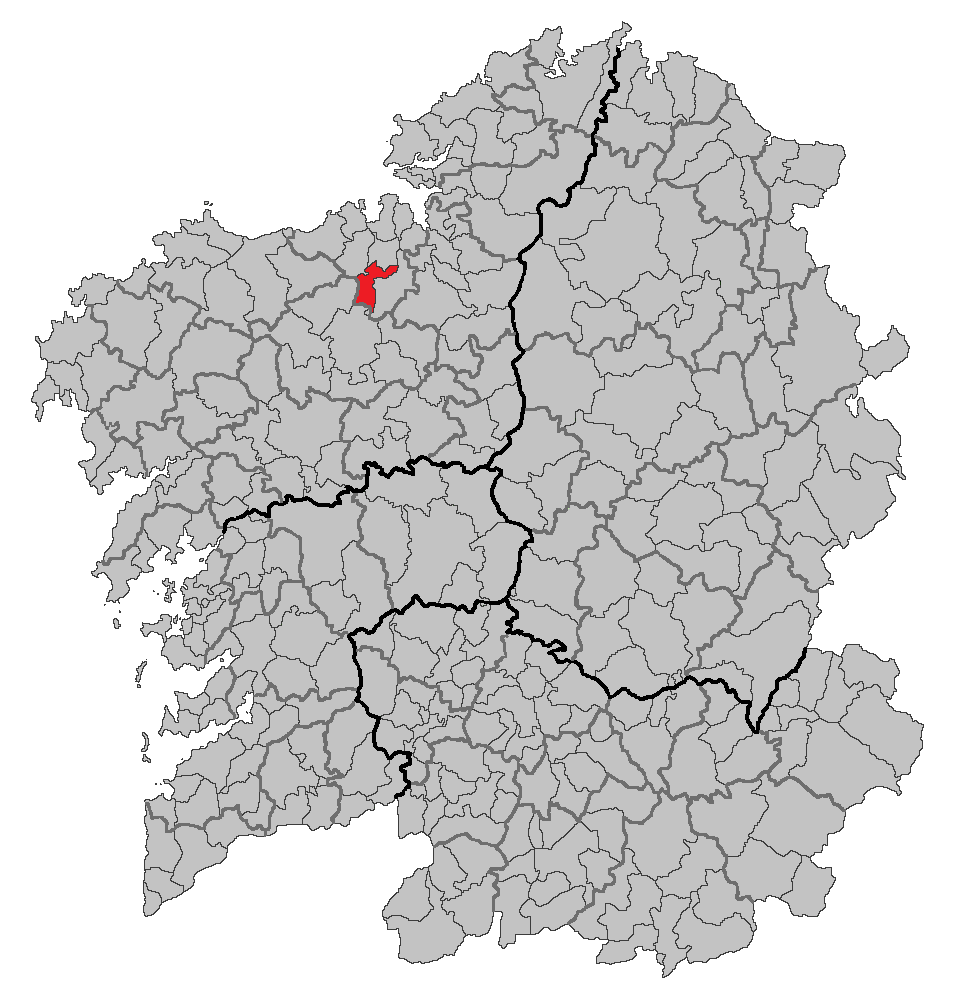

カラル（Carral）は、スペイン・ガリシア州ア・コルーニャ県のムニシピオ（基礎自治体）コマルカ・ダ・コルーニャに属す。スペイン国立統計局によれば、2010年の人口は5,945人（2009年：5,770人、2007年：5,647人、2006年：5,579人、2005年：5,527人、2004年：5,453人）。住民呼称はcarralés/-esa。
ガリシア語話者の自治体人口に占める割合は97.91％（2001年）。

## 地理
カラルはア･コルーニャ県中北部に位置し、コマルカ・ダ・コルーニャに属する。北はカンブレと、東はアベゴンドと、南はオルデスと、西はセルセーダとクジェレードの各自治体と接している。自治体中心地区はパレオ教区のカラル地区。

### 人口
| カラルの人口推移 1900－2010                             |
|                                                         |
| 出典:INE（スペイン国立統計局）1900年 - 1991年、1996年 - |

## 政治
自治体首長はガリシア国民党（PPdeG）のホセ・ルイス・フェルナンデス・モウリーニョ（José Luis Fernández Mouriño）。自治体評議員は、ガリシア国民党：8、ガリシア社会党（PSdeG-PSOE）:2、A.I.DE G.（Alternativa Independiente de Galicia）：2、ガリシア民族主義ブロック（BNG）:1となっている（2007年自治体選挙結果、得票順）。

## 教区
カラルは8の教区に分けられている。太字は自治体中心地区のある教区。
- ベイラ（サンタ・マリーニャ）
- カニャス（サンタ・バイア）
- パレオ（サント・エステーボ）
- ケンブレ（サン・ペドロ）
- セルグーデ（サン・シアン）
- スミオ（サンティアーゴ）
- タベアイオ（サン・マルティーニョ）
- ビーゴ（サン・ビセンテ）